# 有限会社 (フランス)
フランス法における有限会社（société à responsabilité limitée; s.à r.l.; SARL（エス・アー・エール・エル））は、フランスの商法典（Code de commerce）の定める企業形態で、商事会社（société commerciale）の一種。「société」は会社（組合とも訳される。）を、「à responsabilité limitée」は「有限責任の」を意味する。日本法における旧有限会社に相当する。ドイツの有限会社（GmbH）に倣って導入された。
1985年の法改正により一人有限会社（SARL unipersonnelle: 実務上は有限責任一人企業（EURL; entreprise unipersonnelle à responsabilité limitée と呼ばれる）が許容されている。法人課税が適用される。 
同じ名称を有する企業形態はルクセンブルクやスイスなどでも見られる。